# Amt Lieberose/Oberspreewald
Het Amt Lieberose/Oberspreewald is een samenwerkingsverband van 8 gemeenten en ligt in het Landkreis Dahme-Spreewald in de Duitse deelstaat Brandenburg. Het Amt telt 7.067 inwoners. Het bestuurscentrum bevindt zich in de gemeente Straupitz.

## Gemeenten
Het Amt bestaat uit de volgende gemeenten:
- Alt Zauche-Wußwerk met het Ortsteil Wußwerk
- Byhleguhre-Byhlen met de gemeentedelen Neu-Byhleguhre, Mühlendorf, Siedlung, Am See, Kaupen, Kokainz, Grobbe, Am Weinberg en Forsthaus
- Jamlitz met de Ortsteilen Leeskow en Ullersdorf en het gemeentedeel Mochlitz
- Lieberose (Stad) met de Ortsteilen Blasdorf, Doberburg, Goschen en Trebitz en de gemeentedelen Hollbrunn, Münchhofe en Behlow
- Neu Zauche met de Ortsteilen Briesensee en Caminchen en de gemeentedelen Siedlung, Kietz, Weinberg en Am See
- Schwielochsee met de Ortsteilen Goyatz, Jessern, Lamsfeld-Groß Liebitz, Mochow, Ressen-Zaue en Speichrow en de gemeentedelen Siegadel, Guhlen, Lamsfeld, Klein Liebitz, Groß Liebitz, Ressen en Zaue
- Spreewaldheide met de Ortsteilen Butzen, Laasow, Sacrow en Waldow en het gemeentedeel Burghof
- Straupitz met de gemeentedelen Buschmühle, Horst en Gatt